# Lisandro Martínez
Lisandro Martínez (* 18. ledna 1998 Gualeguay) je argentinský profesionální fotbalista, který hraje na pozici středního obránce za anglický klub Manchester United FC a za argentinský národní tým.

## Klubová kariéra
Martínez začal svou hráčskou kariéru v Newell's Old Boys, v jehož dresu odehrál jediné utkání. V roce 2017 se přesunul do Defensa y Justicia.
O dva roky později přestoupil do nizozemského Ajaxu. Podepsal čtyřletý kontrakt. Debutoval v zápase nizozemského superpoháru proti PSV Eindhoven; Ajax zápas vyhrál 2:0. S klubem následně získal dva tituly v Eredivisie a vyhrál jednou KNVB Cup.

## Reprezentační kariéra
Martínez je bývalým argentinským mládežnickým reprezentantem. V březnu 2019 byl poprvé povolán do seniorské reprezentace. Svého reprezentačního debutu se dočkal 22. března v zápase proti Venezuele, který se hrál v Madridu. Martínez odehrál jedno utkání na závěrečném turnaji Copa América 2021, který Argentina vyhrála. Byl nevyužitým náhradníkem při výhře 3:0 nad Itálií na Finalissima 2022.

## Statistiky

### Klubové
K 28. červnu 2022
| Klub               | Sezóna  | Liga             | Liga   | Liga | Národní pohár | Národní pohár | Ligový pohár | Ligový pohár | Kontinentální poháry | Kontinentální poháry | Ostatní | Ostatní | Celkem | Celkem |
| Klub               | Sezóna  | Liga             | Zápasy | Góly | Zápasy        | Góly          | Zápasy       | Góly         | Zápasy               | Góly                 | Zápasy  | Góly    | Zápasy | Góly   |
| ------------------ | ------- | ---------------- | ------ | ---- | ------------- | ------------- | ------------ | ------------ | -------------------- | -------------------- | ------- | ------- | ------ | ------ |
| Newell's Old Boys  | 2016/17 | Primera División | 1      | 0    | 0             | 0             | —            | —            | —                    | —                    | —       | —       | 1      | 0      |
| Newell's Old Boys  | 2017/18 | Primera División | 0      | 0    | 0             | 0             | —            | —            | 0                    | 0                    | —       | —       | 0      | 0      |
| Newell's Old Boys  | Celkem  | Celkem           | 1      | 0    | 0             | 0             | —            | —            | 0                    | 0                    | —       | —       | 1      | 0      |
| Defensa y Justicia | 2017/18 | Primera División | 21     | 1    | 1             | 0             | —            | —            | 2                    | 0                    | —       | —       | 24     | 1      |
| Defensa y Justicia | 2018/19 | Primera División | 25     | 2    | 0             | 0             | 2            | 0            | 7                    | 0                    | —       | —       | 34     | 2      |
| Defensa y Justicia | Celkem  | Celkem           | 46     | 3    | 1             | 0             | 2            | 0            | 9                    | 0                    | —       | —       | 58     | 3      |
| Ajax               | 2019/20 | Eredivisie       | 24     | 2    | 4             | 0             | —            | —            | 11                   | 0                    | 1       | 0       | 40     | 2      |
| Ajax               | 2020/21 | Eredivisie       | 26     | 3    | 5             | 0             | —            | —            | 11                   | 0                    | 0       | 0       | 42     | 3      |
| Ajax               | 2021/22 | Eredivisie       | 24     | 1    | 3             | 0             | —            | —            | 8                    | 0                    | 1       | 0       | 36     | 1      |
| Ajax               | Celkem  | Celkem           | 74     | 6    | 12            | 0             | —            | —            | 30                   | 0                    | 2       | 0       | 118    | 6      |
| Celkem             | Celkem  | Celkem           | 121    | 9    | 13            | 0             | 2            | 0            | 39                   | 0                    | 2       | 0       | 177    | 9      |

### Reprezentační
K 5. červnu 2022
| Argentina | Argentina | Argentina |
| Rok       | Zápasy    | Góly      |
| --------- | --------- | --------- |
| 2019      | 1         | 0         |
| 2021      | 3         | 0         |
| 2022      | 3         | 0         |
| Celkem    | 7         | 0         |

## Ocenění

### Klubová

#### Ajax
- Eredivisie: 2020/21, 2021/22
- KNVB Cup: 2020/21[13]
- Johan Cruyff Shield: 2019

### Reprezentační

#### Argentina
- Copa América: 2021[11]
- Finalissima: 2022[12]

### Individuální
- Nejlepší hráč roku AFC Ajax: 2021/22[14]